# Wettlauf ins All (Computerspiel)
Wettlauf ins All ist ein im Jahr 2000 erschienenes Edutainment-Computerspiel von Terzio.

## Handlung
„In einer lauen Sommernacht im Juni 1948 wird der Astronom Maximilian Fritz Zeuge eines sehr sonderbaren Ereignisses. In seinem Teleskop beobachtet er, wie ein rätselhaftes Objekt mit riesiger Geschwindigkeit auf die Erde zurast. Plötzlich kollidiert das Objekt mit einem Meteoriden und es zerspringt in drei Teile.“

Im Laufe des Spiels muss der Spieler die drei Teile finden und einsammeln. Das erste Teil liegt auf dem Mond. Nach Einsammeln stellt sich heraus, dass es ein Teil einer außerirdischen Sonde ist, die eine Nachricht enthält. Das zweite Teil liegt auf dem Mars, das dritte Teil befindet sich in einem Uranusring.
Die Mitteilung, die nach Einsammeln aller Teile entschlüsselt werden kann, enthält eine Anleitung zum Bau eines intergalaktischen Raumschiffs. Dieses ermöglicht es, mit Überlichtgeschwindigkeit zur Andromedagalaxie (aus der die Nachricht stammt) zu reisen.

## Spielprinzip
Der Spieler startet am 4. Juli 1948 mit 1.800.000 €. In einem Gebäude – anfangs nur das Observatorium – kann der Spieler neue Bau- und Forschungsprojekte in Auftrag geben. Diese kosten einen bestimmten Geldbetrag und brauchen eine bestimmte Zeit zur Fertigstellung. Bei manchen Projekten muss der Spieler in Form von Minispielen mithelfen. Nach Fertigstellung werden dem Spieler die Forschungsergebnisse präsentiert.
Von der Gesellschaft für Astronomie erhält der Spieler jährlich 700.000 €, zudem gibt es hin und wieder Aufträge, durch die der Spieler zusätzliches Geld erhalten kann (z. B. ein bestimmtes Forschungsprojekt zu erforschen oder Kommunikationssatelliten in die Erdumlaufbahn zu bringen). Im Laufe des Spiels wird auf der Insel neben dem Observatorium auch ein Labor, eine Funk- und Kommunikationszentrale, eine Raumschiffanlage, zwei Abschussrampen und eine Astronautenanlage gebaut.

## Entwicklungsgeschichte
Rymdjakten wurde 1998 von Monsterland Production entwickelt und von Levande Böcker herausgegeben. Produzent für die deutschsprachige Ausgabe war der Terzio Verlag, mit Lokalisierung und Tonproduktion von db media, Programmierung von Scirius Development und Übersetzung von Dagmar Brunow.

### Stimmen
| Rolle       | Schwedisch                  | Deutsch                           |
| ----------- | --------------------------- | --------------------------------- |
| Maximilian  | Jan Nygren                  | Martin Arnhold                    |
| Adrian      | Fredrik Dolk                | Dieter Gring                      |
| Lisa        | Annelie Berg                | Kordula Leisse                    |
| Kalle       | Fredrik Dolk                | Johannes Steck                    |
| Sabine      | Annika Smedius              | Silke Haas                        |
| Steve       | Niclas Wahlgren             | Martin Schäfer                    |
| Katrin      | Charlotte Ardai             | Petra Glunz-Grosch                |
| Willy       | Jan Nygren                  | Martin Baltscheit                 |
| Astronauten | Niclas Wahlgren, Jan Nygren | Erwin Lindemann, Steve Niederprüm |

### Nachfolger
2001 erschien der Nachfolger S.O.S. Tiefsee. Beide Spiele erschienen zusammen in Ocean and Space: Die Jagd kann beginnen!